# Operador de telemarketing
Operador de telemarketing é o trabalhador que utiliza o sistema de teleatendimento seguindo roteiros planejados e controlados para atender clientes; oferecer serviços e produtos etc. No Brasil, a profissão ainda não é regulamentada, mas o anexo II da Norma Regulamentadora nº 17, do Ministério do Trabalho e Emprego, estabelece as condições de trabalho.